# L'uomo questo mascalzone/Senza te
L'uomo questo mascalzone/Senza te è un singolo di Milva, pubblicato dalla Ricordi nel 1974.

## L'uomo questo mascalzone
L'uomo questo mascalzone, è un brano scritto da Elide Suligoj su musica di Luciano Beretta su arrangiamento diretto dal maestro Natale Massara.
Il brano fu inserito nell'album Sono matta da legare pubblicato nell'estate del 1974.

## Senza te
Senza te è la canzone pubblicata sul lato B del singolo, scritta da Luigi Albertelli su musica di Massimo Guantini, inserita anch'essa nell'album.

## Edizioni
Il singolo è stato distribuito in Italia dall'etichetta Ricordi, con codice  SRL 10733.